# Kevin Rendón
Wibi Rendón
(Tumaco, Nariño; 8 de enero de 1993) es un futbolista colombiano. Juega de Mediocampista y actualmente milita en el Deportivo Pasto de la Categoría Primera A de Colombia.
Es hijo del exfutbolista Carlos Rendón, considerado uno de los mejores cobradores de tiro libre en la historia del Fútbol Profesional Colombiano.

## Trayectoria

### Deportivo Pasto
Se unió a las divisiones menores del Deportivo Pasto desde muy joven, destacándose en los seleccionados juveniles de Nariño. Es hijo del exfutbolista Carlos Rendón, quien fue jugador de Millonarios y Deportivo Pasto. Desde el principio, Rendón se estableció en el equipo juvenil hasta que en la temporada 2010 fue promovido al primer equipo, siendo aún jugador del equipo de inferiores.
Su debut como profesional sería el 24 de febrero de 2010 en un partido de la Copa Colombia ante el Deportivo Cali, en donde jugó 75 minutos en el empate a cero. Luego, días después debutó en el torneo de la Categoría Primera B el 28 de febrero de 2010 en el triunfo por 5-0 frente al Atlético de la Sabana. Partido en el que hizo su debut goleador, anotando el tercero de los cinco tantos, luego de ingresar como sustituto en el segundo tiempo. Para el final de la temporada 2011, Rendón había disputado 12 encuentros con el Pasto en el torneo.
Rendón comenzó la temporada 2011 desempeñándose como capitán del equipo juvenil sub-20 en el campeonato nacional de la categoría, participando esporádicamente con el primer equipo tanto en Copa Postobón como en el torneo de la Primera B. Fue el goleador del equipo juvenil en esa temporada, y celebró al final junto a sus compañeros el ascenso a la primera división del Deportivo Pasto.
En la temporada 2012, Rendón hizo su debut como titular en la Categoría Primera A ante el Boyacá Chicó, el 6 de mayo de 2012. Su segundo partido de la temporada fue el 12 de mayo de 2012 en la victoria del Pasto por 1-2 ante Millonarios, iniciando como titular. En ambos partidos fue escogido como el jugador de la fecha por la casa editorial El Tiempo

### Estudiantes de La Plata
En enero de 2013, es cedido en calidad de préstamo al Club Estudiantes de La Plata de Argentina. Al no ser tenido en cuenta en el club pincha y no tener minutos de juegos con el primer equipo, rescinde su contrato a falta de 6 meses para culminarlo, y regresa al Deportivo Pasto como refuerzo para el segundo semestre del 2013. En esta segunda etapa en el club pastuso no logra recuperar la titular.

### Millonarios
En enero de 2015 es fichado por Millonarios F. C., cumpliendo el sueño de su padre, Carlos Rendón, quien fuera gran figura en el equipo albiazul en los años 1990.
Terminaría su primera temporada disputando tan solo 17 partidos y llegando con su equipo hasta semifinales del Apertura 2015 quedando eliminados en semifinales. 
Se iría del club embajador en el Finalización 2015 con 19 partidos jugados.

### Patriotas Boyacá
El 3 de enero de 2016 es confirmado como nuevo jugador del club boyacense.

## Selección nacional
Rendón fue citado por primera vez a un seleccionado juvenil en junio de 2012 por el técnico de las selecciones juveniles Carlos Restrepo para formar parte de un micro-ciclo de preparación de la selección sub-20 junto al otro canterano del Deportivo Pasto, Omar Mancilla.
En agosto del 2012 fue convocado nuevamente para un partido amistoso internacional en Perú con miras a la preparación del Campeonato Sudamericano de Fútbol Sub-20 de 2013.
Posteriormente no podría participar en el torneo debido a una lesión, misma situación que le impidió participar en la Copa Mundial de Fútbol Sub-20 de ese mismo año.

## Clubes
| Club             | País      | Año           |
| ---------------- | --------- | ------------- |
| Deportivo Pasto  | Colombia  | 2010 - 2012   |
| Estudiantes      | Argentina | 2013          |
| Deportivo Pasto  | Colombia  | 2013 - 2014   |
| Millonarios      | Colombia  | 2015          |
| Patriotas Boyacá | Colombia  | 2016 - 2018   |
| Itagüí Leones    | Colombia  | 2018          |
| Deportivo Pasto  | Colombia  | 2019 - 2021   |
| Valour F.C.      | Canadá    | 2022 - 2023   |
| Deportivo Pasto  | Colombia  | 2024-presente |

## Estadísticas
| Club                        | Temporada           | Liga  | Liga  | Copa Nacional | Copa Nacional | Copa Internacional | Copa Internacional | Total | Total | Prom. · |
| Club                        | Temporada           | Part. | Goles | Part.         | Goles         | Part.              | Goles              | Part. | Goles | Prom. · |
| --------------------------- | ------------------- | ----- | ----- | ------------- | ------------- | ------------------ | ------------------ | ----- | ----- | ------- |
| Deportivo Pasto · Colombia  | 2011                | 4     | 0     | 5             | 0             | -                  | -                  | 9     | 0     | 0,00    |
| Deportivo Pasto · Colombia  | 2012                | 19    | 5     | 10            | 2             | -                  | -                  | 29    | 7     | 0,24    |
| Deportivo Pasto · Colombia  | 2013                | 6     | 0     | 2             | 0             | -                  | -                  | 8     | 0     | 0,00    |
| Deportivo Pasto · Colombia  | 2014                | 15    | 3     | 5             | 0             | -                  | -                  | 20    | 3     | 0,15    |
| Deportivo Pasto · Colombia  | Total               | 44    | 8     | 22            | 2             | -                  | -                  | 66    | 10    | 0,15    |
| Millonarios · Colombia      | 2015                | 13    | 0     | 6             | 0             | -                  | -                  | 19    | 0     | 0,00    |
| Millonarios · Colombia      | Total               | 13    | 0     | 6             | 0             | -                  | -                  | 19    | 0     | 0,00    |
| Patriotas Boyacá · Colombia | 2016                | 24    | 4     | 5             | 0             | -                  | -                  | 29    | 4     | 0,18    |
| Patriotas Boyacá · Colombia | 2017                | 9     | 0     | 5             | 1             | 1                  | 0                  | 15    | 1     | 0,08    |
| Patriotas Boyacá · Colombia | Total               | 33    | 4     | 10            | 1             | 1                  | 0                  | 44    | 5     | 0,18    |
| Total en su carrera         | Total en su carrera | 90    | 12    | 35            | 3             | 1                  | 0                  | 129   | 15    | 0,12    |

## Palmarés

### Campeonatos nacionales
| Título    | Club            | País     | Año  |
| --------- | --------------- | -------- | ---- |
| Primera B | Deportivo Pasto | Colombia | 2011 |